# Kyrkslätten
Kyrkslätten i Ragunda socken och Ragunda kommun är det samlade namnet på en rad byar som är belägna kring Ragundas två kyrkor. Kyrkslätten ligger öster om Indalsälven med Hammarstrand på motsatta sidan av älven. Kyrkslätten utgörs främst av byarna Pålgård, Torsgård, Skogen, Munsåker, Gisselgård, Hammarsgård och Prästbordet. Bebyggelsen närmast älven och runt Ragunda gamla kyrka ingick till 2015 i tätorten Hammarstrand men inte därefter. Bebyggelsen i östra delen: Gisselgård, Torsgård och Pålgård, bildar småorten Ragunda och Gisslegård.
Endast undantagsvis har beteckningen kyrkby använts för området Kyrkslätten. Fram till 1880/90-talen var Kyrkslätten centrum för kommunens funktioner för tingsrätt, läkare, apotek, post och bank.

## Historik
Namnet Kyrkslätten dyker upp i handlingar första gången 1702. Flera av byarna finns omnämnda redan på 1300-talet (äldst Hammarsgård 1333)
Fram till 1897 fanns ett tingshus i Pålgård då tinget flyttades till ett nybyggt hus i Ragunda stationssamhälle.
Kommunens första provinsialläkare fanns i Munsåker från 1865. Efter 1891 flyttad till stationssamhället.
Apotek etablerades i Munsåker 1867, ävenså flyttad till stationssamhället 1894
Den förste veterinären bodde först i Pålgård från 1883, därefter från 1885 i Skogen. Även denna flyttades till stationssamhället i slutet av 1890-talet.
Postexpedition inrättad 1 november 1861, från årsskiftet 1881/82 postkontor med namnet Ragunda. I samband med tillkomsten av Ragunda station flyttades postkontoret till denna 15 augusti 1885 varvid namnet Ragunda behölls. I stället blev det tidigare postkontoret poststation med namnet Pålgård (stängd 1964)
Ragunda Härads Sparbank först belägen i i Munsåker, sedan i Gisselgård till 1927 då den flyttades till Hammarstrand
Kring 1890 fick Pålgård kommunens första telefonväxel. I samband med att Rikstelefon övertog denna 1905 flyttades den till Hammarstrand.
Socknens första fasta skolhus byggdes i Gisselgård 1838 genom en privat donation av den i byn födde handelsmannen Lars Gisslén i Uppsala. 